# Törngrens krukmakeri

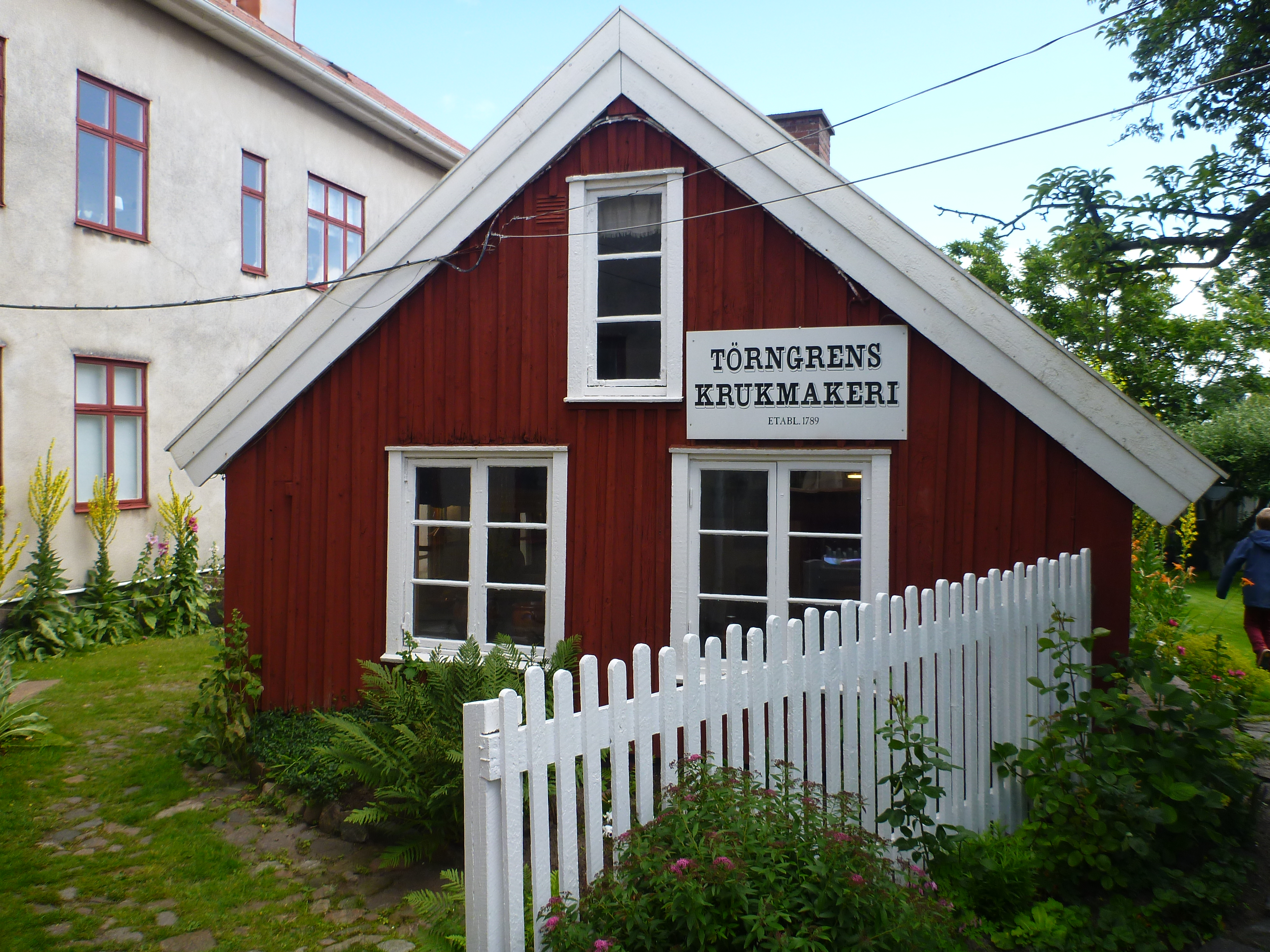
Törngrens Krukmakeri i Krukmakaregatan 4

Törngrens Krukmakeri i Falkenberg startade sin verksamhet 1789  av kakel- och krukmakaren Hans Törngren och är därmed ett av Europas äldsta bevarade krukmakerier. 
Hans Törngren (1754-1822) som startade verksamheten efterträddes av sonen Sven Törngren (1796–1864), hans son Hans Severin Törngren (1822–1900), hans son Carl Leonard Törngren (1852–1924), hans son Hans Törngren (1885–1941), hans son Torild Törngren (1916–1987) och därefter av sonen Bengt Törngren (född 1949) 1982–2014.
Fram till början av 1900-talet tillverkades förutom hushållsgods och prydnadsföremål även kakelugnar. Föremålen har ofta dekorerats med sgraffitodekor. Bland andra krukmakare som varit verksamma vid verkstaden märks förutom familjen Törngren Edvin Larsson (verksam 1885–1949), Sven Östling (1960-talet), Leif Ueland (1950-talet), Erik Jakobsson (verksam 1945–1995) och Bonni Rehnqvist (verksam 1943–1973). Krukmakeriet drivs idag delvis som museum. Sedan 2014 före sker ingen fortlöpande produktion av keramik då den senaste krukmakaren, Bengt Törngren, gått i pension.